# Clianthus puniceus
Clianthus puniceus G.Don) Lindl.   är en ärtväxt.
Clianthus puniceus ingår i släktet Clianthus, och familjen ärtväxter. 

## Underarter
Arten delas in i följande underarter:
- C. p. maximus
- C. p. puniceus

## Bilder

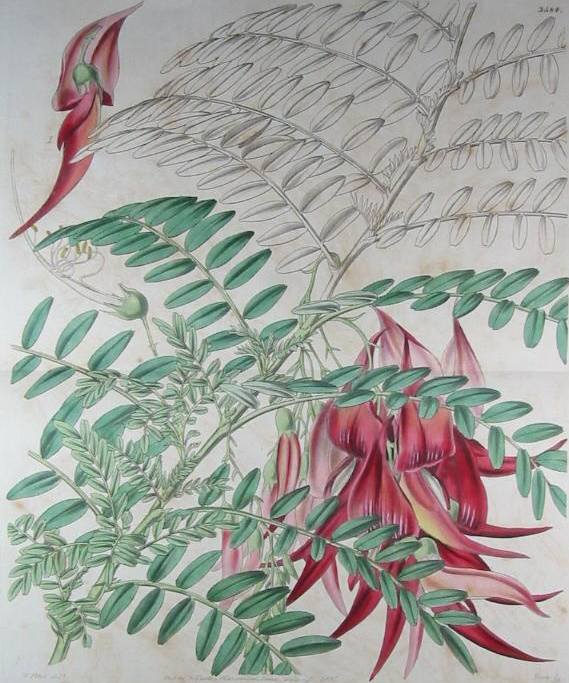
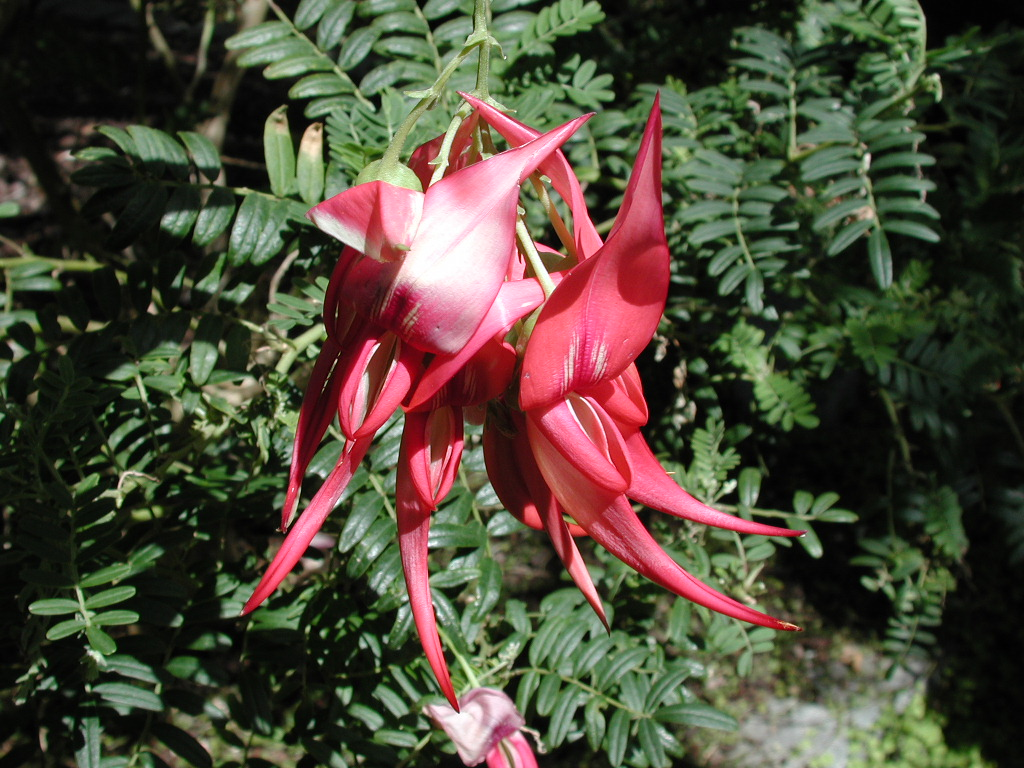
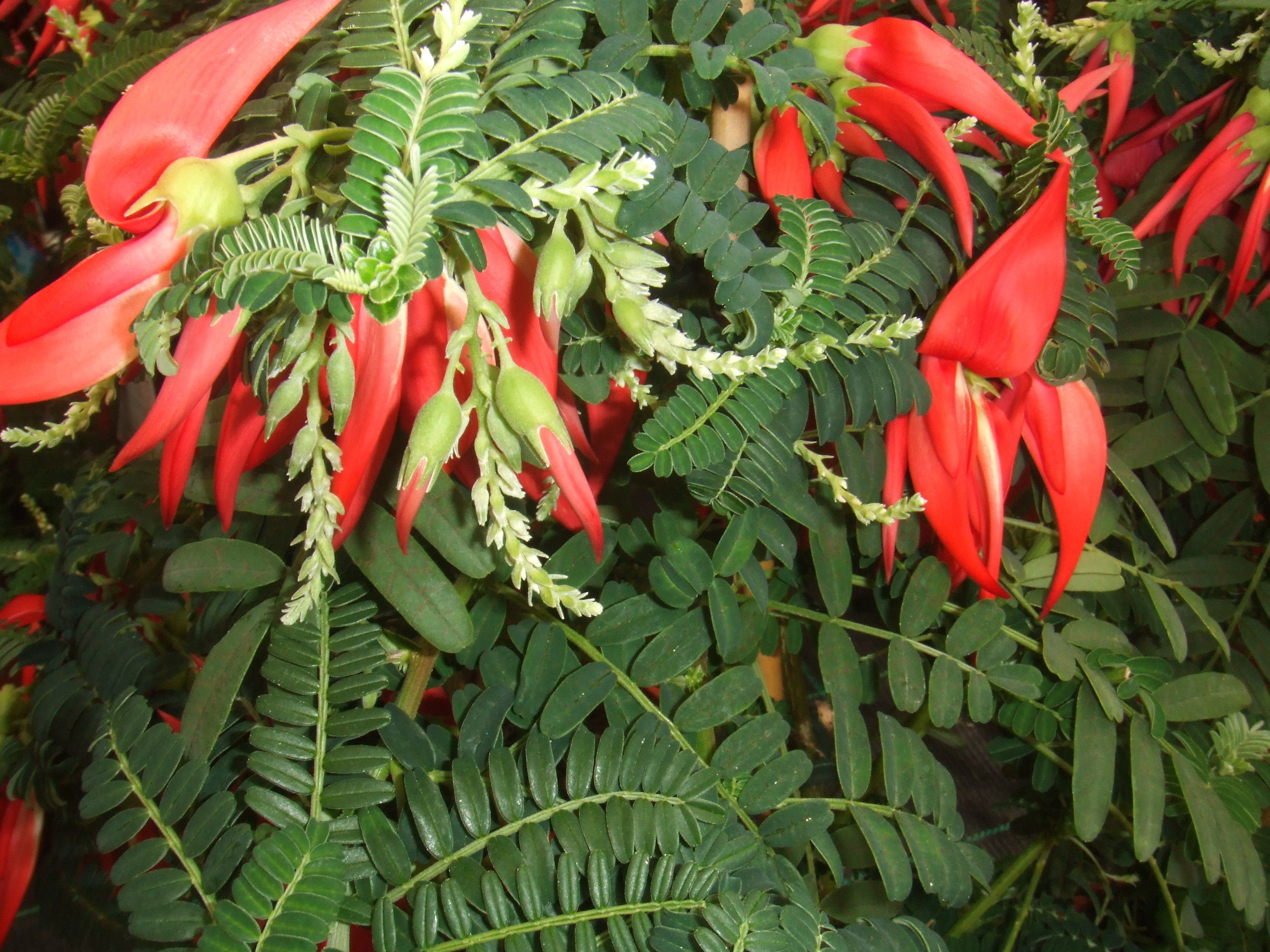
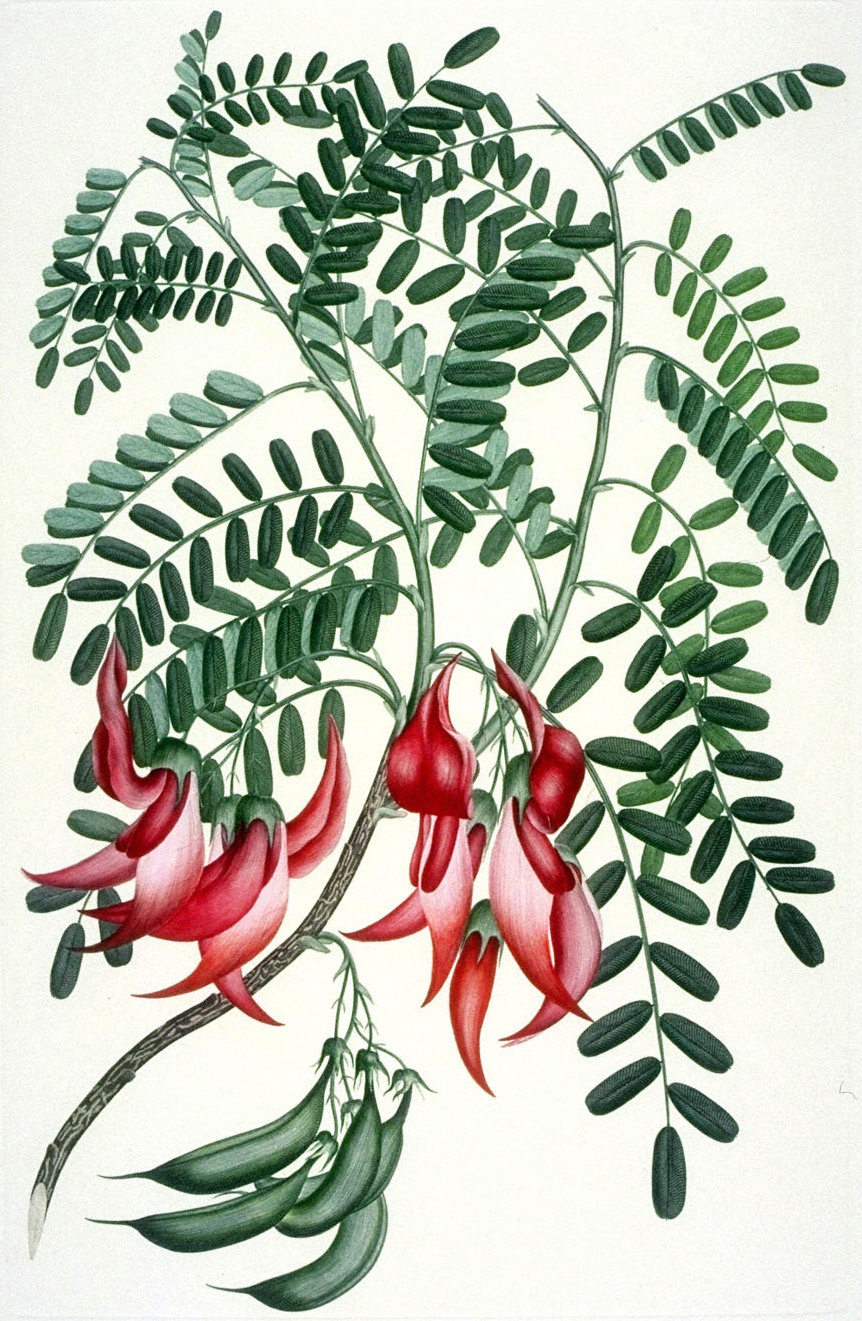
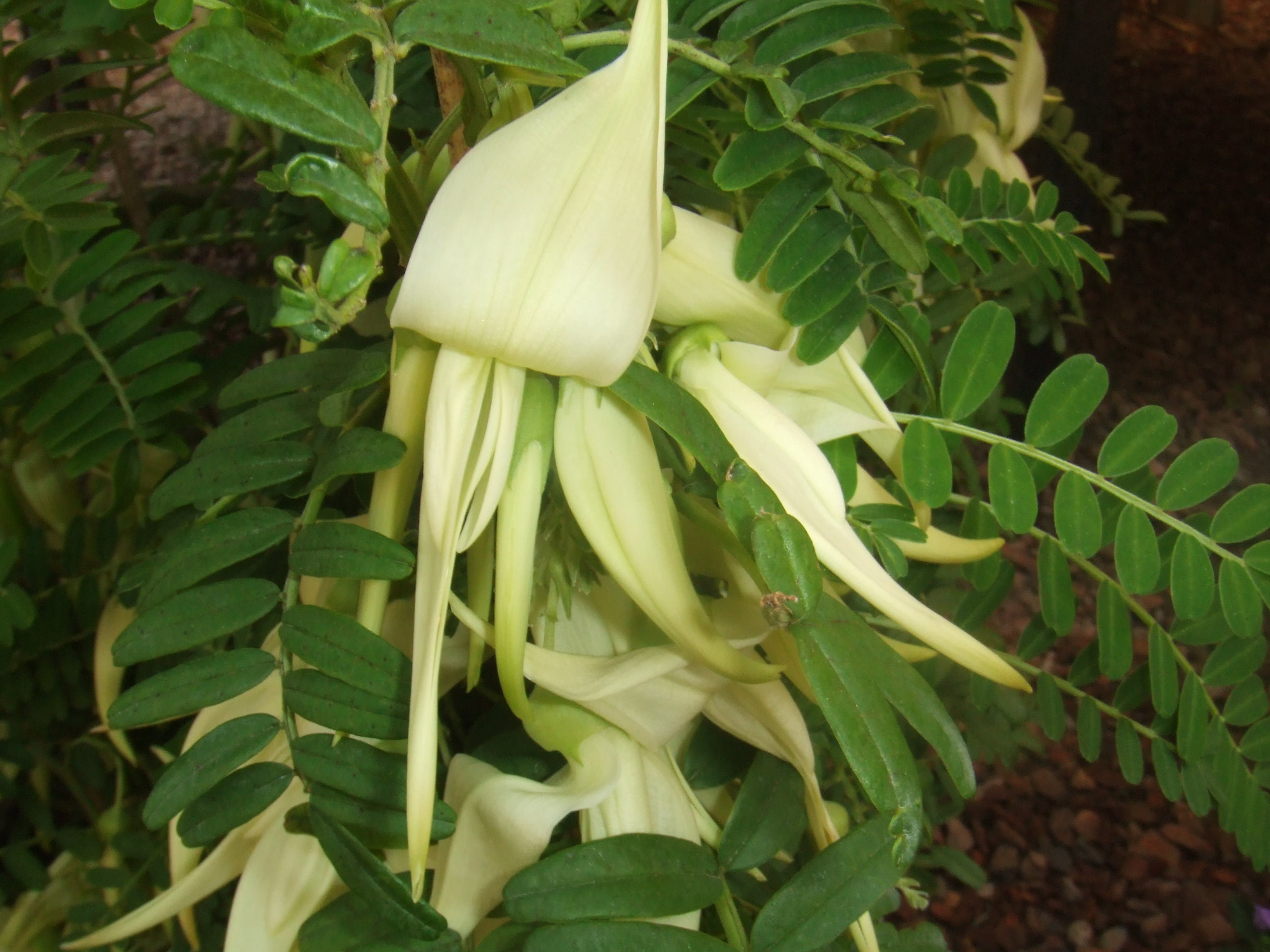